# Xã Harmony, Quận Fillmore, Minnesota
Xã Harmony (tiếng Anh: Harmony Township) là một xã thuộc quận Fillmore, tiểu bang Minnesota, Hoa Kỳ. Năm 2010, dân số của xã này là 387 người.